# El Sifón, delstaten Mexiko
El Sifón är en ort i kommunen Santo Tomás i delstaten Mexiko i Mexiko. Samhället hade 696 invånare vid folkräkningen 2020.